# Jer (głoska)
Jer – jedna z dwóch samogłosek występujących w języku prasłowiańskim, które różniły się od wszystkich pozostałych samogłosek krótszym czasem wymawiania. Z tego powodu nazywane bywają samogłoskami zredukowanymi. Ich nazwa i grafemy pochodzą od odpowiednich liter alfabetu języka staro-cerkiewno-słowiańskiego. Wyróżniano jer przedni (ь) i jer tylny (ъ). Pod koniec okresu języka prasłowiańskiego wytworzył się także podział na jery słabe i jery mocne, związany z pozycją tych samogłosek w wyrazie. W ciągu rozwoju poszczególnych języków słowiańskich jery słabe zanikały, a jery mocne wokalizowały się, tj. przechodziły w pełne samogłoski.
Zanik i wokalizacja jerów odbywały się w momencie rozpadu słowiańskiej wspólnoty językowej i wskazywane są jako koniec epoki prasłowiańskiej. Realizacja tych procesów mogła przebiegać w różny sposób, wywierając duży wpływ na fonologię i morfologię języków słowiańskich. Zjawiska te doprowadziły do powstania oboczności typu samogłoska : zero morfologiczne. Poza tym mogły za sobą pociągnąć kolejne przemiany takie jak wzdłużenie zastępcze bądź różnego rodzaju uproszczenia, np. wyrównanie analogiczne i upodobnienie fonetyczne.

## Pochodzenie jerów i ich charakterystyka

### Przekształcenia samogłosek
Wyróżnia się dwa typy jerów:
- jer przedni: ь (zwany „jerem miękkim”)[1][2] – samogłoska półwysoka przednia[3]
- jer tylny: ъ (zwany „jerem twardym”)[1][2] – samogłoska półwysoka tylna[3].

Jery mogły występować w środku wyrazów i na ich końcu. Tworzyły osobne sylaby i niektóre wyrazy były zbudowane wyłącznie z takich jerowych sylab, np. *pьsъ.
Jery w języku prasłowiańskim powstały głównie w wyniku przemian praindoeuropejskich krótkich samogłosek ŭ i ĭ. Samogłoska ь odpowiada na ogół dawnemu ĭ, a ъ odpowiada ŭ. Przykładowo: pie. *gʰostĭs > psł. *gostь > pol. gość; pie. *sūnŭs > psł. *synъ > pol. syn; pie. *mŭsom > psł. *mъxъ > pol. mech.
Język prasłowiański odziedziczył z poprzednich epok monoftongiczne fonemy samogłoskowe, które można uporządkować w pary różniące się między sobą długością (iloczasowy podział na krótkie i długie samogłoski). Z czasem obok tej opozycji iloczasowej zaczęła wykształcać się także opozycja brzmienia (barwy). Część dawnych samogłosek długich podwyższyła swoją artykulację na najwyższy poziom artykulacyjny, druga część – obniżyła na najniższy poziom. Dawne krótkie samogłoski przyjęły średni poziom artykulacyjny. Przyjmując, że czas trwania samogłoski krótkiej to 1 mora, samogłoski wysokie i niskie trwały 2 mory, a samogłoski średnie 1 morę. Półwysokie samogłoski, tj. jery ь i ъ (dawne krótkie ĭ i ŭ) skróciły się jeszcze bardziej do ½ i zmniejszyły swoją wyrazistość artykulacyjną. W związku z tym, że były o połowę krótsze od samogłosek krótkich nazywane są samogłoskami zredukowanymi lub półsamogłoskami. Jeszcze później, kiedy wytworzył się podział na jery mocne i słabe, czas trwania tych drugich można określić w przybliżeniu jako ¼.
W związku z tym, że przekształcenie głosek ĭ i ŭ w jery wiązało się ze zmniejszeniem napięcia i obniżeniem artykulacji, ich barwa stała się bliższa neutralnej samogłosce szwa. Przypuszcza się, że jer przedni był wymawiany jako głoska pośrednia między e i i (jako /ɪ/), a jer tylny jako głoska pośrednia między o i u (jako /ʊ/ lub /ə/). Na pewnych obszarach różnica między tymi dwoma jerami mogła całkowicie się zatrzeć i oba mogły być realizowane jako szwa. Jery na pewnych pozycjach (tzw. jery słabe) wkrótce zanikły, a na innych pozycjach (tzw. jery mocne) zmieniły swoją barwę, zlewając się z innymi samogłoskami. Jedynie w języku bułgarskim i słoweńskim do dziś zachował się specjalny fonem wymawiany jako szwa lub podobnie, zapisywany w bułgarskim jako ъ, a w słoweńskim jako e.
Do innych źródeł jerów należą m.in.: indoeuropejskie końcówki –os, –on (dające w prasłowiańskim ъ, np. *dymъ z pie. *dʰuHmós), redukcja samogłoski e (np. četyre → čьtyre; *bьrati – *berǫ, redukcja w formach trybu rozkazującego pewnych czasowników *rьci – *rekǫ); redukcja o (np. *zъvati – *zovǫ; pewne słowa zapożyczone do prasłowiańskiego zawierające u bądź i (np. *kъnędzь i *kotьlъ z języka gockiego, które w pragermańskiej epoce miały formę odpowiednio *kuningaz i *katilaz). W końcówkach fleksyjnych jery mogły się pojawiać w ramach dążności do „otwierania” sylab w związku z obowiązującym prawem sylaby otwartej.

### Czas powstania jerów
Przed próbą określenia, kiedy pojawiły się jery, warto przedstawić, jak w ogóle rozumieć język prasłowiański na osi czasu. Wielu slawistów wyróżnia w języku prasłowiańskim dwa okresy. W pierwszym okresie był to (stosunkowo) homogeniczny język Słowian, który wyodrębnił się ze wspólnoty bałtosłowiańskiej. Drugi okres charakteryzuje się obniżeniem stopnia jedności językowej Słowian – wówczas zachodziły zarówno takie zmiany językowe, które dotyczyły wszystkich Słowian, jak i takie, które miały zasięg regionalny i stanowiły podwaliny dla późniejszego rozdziału na osobne języki słowiańskie. Granica pomiędzy tymi okresami nie jest ostra. Przyjmuje się, że to przejście nastąpiło między V a VII w. i powiązane było w większym lub mniejszym stopniu z migracjami w ramach wielkiej wędrówki ludów. Koniec epoki języka prasłowiańskiego (tj. koniec drugiego okresu) miał miejsce w X–XI w.
Według Zdzisława Stiebera jery w miejscu krótkich ĭ i ŭ pojawiły się po VI–VII w. Według Jurija Szewelowa możliwe jest, że wyłoniły się dopiero w VIII w. Szacunki dokonywane są m.in. na podstawie formy ówczesnych zapożyczeń z i do słowiańszczyzny oraz form toponimów. Fakt, że pierwszy słowiański alfabet (głagolica) z ok. 863 r. (a także kolejny – cyrylica pod koniec IX w.) miał osobne litery dla oznaczania głosek jerów, niezwiązane ani z i, ani z u, wskazuje na to, że głoski ĭ i ŭ musiały zaniknąć wcześniej. Nie ma pewności, że nastąpiło to na całym obszarze słowiańskim równocześnie.

## Ewolucja jerów

### Podział na jery słabe i mocne
W systemie opartym na opozycji samogłosek krótkich i długich jery mogły stanowić dość rażącą anomalię, dlatego ostatecznie nie utrzymały się długo. Pod koniec epoki prasłowiańskiej pojawiły się tendencje  osłabienia artykulacji jerów w określonych pozycjach. Pojawiło się dodatkowe rozróżnienie na jer słaby (ь̯, ъ̯) i jer mocny (ь̥, ъ̥). W pozycjach mocnych jery wymawiano mocniej, wyraźniej i nieco dłużej, a w pozostałych pozycjach – słabiej i jeszcze krócej niż dotychczas.
Jery słabe zajmowały następujące pozycje w wyrazie:
- na końcu wyrazu – w wygłosie, np. domъ̯ (dom), konь̯ (koń)
- w sylabie poprzedzającej sylabę z pełną (niejerową) samogłoską, np. dъ̯va (dwa)
- w sylabie poprzedzającej sylabę z jerem w pozycji mocnej, tj. takim, który nie ulegał redukcji, a wzmocnieniu, np. pь̯sъ̥kъ̯[9][29] (piesek).

Jer był mocny tylko w zgłosce przed sylabą z jerem słabym. Jeśli sylab jerowych było więcej, to jerem słabym był jer nieparzysty, licząc od końca wyrazu, a jerem mocnym – parzysty. Jeśli sylaby z jerami były przedzielone sylabą z samogłoską pełną, to poprzedzająca ją sylaba z jerem była w pozycji słabej, np. *sъ̯borъ̯ > zbór.
Osłabianie jerów słabych było kompensowane wzmacnianiem jerów mocnych – poprzedzającą mocną półsamogłoskę wydłużano o tyle, o ile skracał się jer następujący. Zachodziło tym samym tzw. wzdłużenie zastępcze o kierunku wstecznym. Takie rozmieszczenie jerów słabych (tj. w wygłosie lub w zgłosce poprzedzającej sylabę z jerem mocnym bądź inną samogłoską) budowało swego rodzaju rytmikę (prawo Havlíka). W przybliżeniu można ją przedstawić jako sąsiadowanie sylaby mocnej i słabej (nie: mocna + mocna, słaba + słaba), a w odniesieniu do jerów – niewystępowanie w obu sąsiadujących sylabach bardzo krótkich samogłosek, jakimi były jery). Współcześnie taką tendencję prozodyjną można zaobserwować w językach mających iloczas, np. w czeskim (sylaba długa + krótka lub krótka + długa). Pierwotnie regularny stan uwarunkowany prawem Havlíka zmieniał się pod wpływem wyrównań analogicznych. Ponadto pewne trudne do wymówienia zbitki spółgłoskowe powstałe po zaniku słabych jerów mogły być niedopuszczalne w niektórych językach, np. z psł. *stь̯blo powstał słowacki wyraz steblo (ale pol. źdźbło); z psł. *stь̯klo powstało rosyjskie стекло (stiekło) (pol. szkło), a z psł. *krъ̯ve (dopełniacz) rosyjska forma крови (krowi) (pol. krwi).
Sylaby przyimkowe stanowiły proklityki – łączyły się w całość akcentuacyjną z następującymi po nich wyrazami, stanowiły niejako część wyrazu, z którym dany przyimek się łączył, np. vъ̯‿noci (pol. w nocy), vъ̥‿mь̯glě (pol. we mgle), nadъ̥‿mъ̯nojǫ (pol. nade mną).

### Zanik i wokalizacja jerów
Osłabianie jerów słabych i wzmacnianie jerów mocnych doprowadziło do tego, że od X do XII w. na niemal całym obszarze słowiańskim następował zanik jerów słabych i wokalizacja jerów mocnych (przekształcanie się w pełne samogłoski). O ile pojawienie się jerów miało miejsce w czasach przedpiśmiennych dla Słowian, o tyle ich zanik można zaobserwować w najstarszych słowiańskich zapisach. Najstarszym językiem literackim Słowian jest język staro-cerkiewno-słowiański uformowany w IX w., jednak najstarsze zachowane teksty, odpisy, pochodzą z końca X i początku XI w. W zabytkach języka staro-cerkiewno-słowiańskiego często spotyka się zapisy świadczące o zaniku jerów słabych, np. kto zamiast kъto, natomiast w pozycjach mocnych – zastępowanie jeru przedniego literą e, a tylnego – literą o, np. šedъ zamiast sьdъ, sonъ zamiast sъnъ. Ponadto w pozycjach słabych zdarzały się pomyłki w użyciu jeru tylnego i przedniego, co świadczy o tym, że jery słabe w okresie kopiowania tych tekstów nie były już wymawiane. Jednak w czasie, gdy język ten powstał, w IX w., jery były pełnoprawnymi głoskami, a sylaby z jerami słabymi były w najstarszych tekstach liczone w wierszu sylabicznym tak jak inne sylaby. Jeszcze w Mszale kijowskim z X w. dość poprawnie odtworzone zostały zanikające wtedy jery. Staro-cerkiewno-słowiański z XI w. zachowuje jery w tekstach tylko przez tradycję, w wymowie już one nie istniały.
| Język             | Jer przedni | Jer tylny     | Przykłady    | Przykłady  | Przykłady | Przykłady | Przykłady     | Przykłady      | Przykłady |
| Język             | Jer przedni | Jer tylny     | *dьnь        | *pьsъ      | *lьnъ     | *sъnъ     | *dъždžь       | *pěsъkъ        |           |
| ----------------- | ----------- | ------------- | ------------ | ---------- | --------- | --------- | ------------- | -------------- | --------- |
| polski            | /'e/        | /e/           | dzień        | pies       | len       | sen       | deszcz        | piasek         |           |
| czeski            | /e/         | /e/           | den          | pes        | len       | sen       | déšť          | písek          |           |
| słowacki          | /e/         | /e/, /a/, /o/ | deň          | pes        | ľan       | sen       | dážď          | piesok         |           |
| rosyjski          | /'e/        | /o/           | день (dien´) | пёс (pios) | лён (lon) | сон (son) | дождь (dożd´) | песок (piesok) |           |
| ukraiński         | /e/         | /o/           | день (den´)  | пес (pes)  | лен (łen) | сон (son) | дощ (doszcz)  | пісок (pisok)  |           |
| serbsko-chorwacki | /a/         | /a/           | dan          | pas        | lan       | san       | dažd          | pesak, pijesak |           |
| słoweński         | /a/, /ə/    | /a/, /ə/      | dan          | pes        | lan       | sen       | dež           | pesek          |           |
| bułgarski         | /e/         | /ə/           | ден (den)    | пес (pes)  | лен (len) | сън (syn) | дъжд (dyżd)   | пясък (pjasyk) |           |
| macedoński        | /e/         | /o/           | ден (den)    | пес (pes)  | лен (łen) | сон (son) | дожд (dożd)   | песок (pesok)  |           |

| Język             | Przykłady | Przykłady   | Przykłady        | Przykłady       | Przykłady     | Przykłady       |
| Język             | *domъ     | *tьma       | *rъďa            | *bьčela         | *sъpati       | *sъsati         |
| ----------------- | --------- | ----------- | ---------------- | --------------- | ------------- | --------------- |
| polski            | dom       | ćma         | rdza             | pszczoła        | spać          | ssać            |
| czeski            | dům       | tma         | rez              | včela           | spát          | sát             |
| słowacki          | dom       | tma         | hrdza            | včela           | spať          | sať             |
| rosyjski          | дом (dom) | тьма (t´ma) | ржа (rża)        | пчела (pczeła)  | спать (spat´) | сосать (sosat´) |
| ukraiński         | дім (dim) | тьма (t´ma) | іржа, ржа (irża) | бджола (bdżoła) | спати (spaty) | ссати (ssaty)   |
| serbsko-chorwacki | dom       | tama        | rđa, hrđa        | pčela           | spati         | sisati          |
| słoweński         | dom       | tema        | rja              | čebela          | spati         | sesati          |
| bułgarski         | дом (dom) | тъма (tyma) | ръжда (ryżda)    | пчела (pczeła)  | спя (spja)    | -               |
| macedoński        | дом (dom) | -           | ’рѓа (’rǵa)      | пчела (pczeła)  | спие (spie)   | -               |

Wokalizacja jerów mocnych zachodziła już po rozpadzie językowej wspólnoty słowiańskiej i nie doprowadziła ona do powstania takich samych samogłosek we wszystkich językach słowiańskich. Co więcej, w obrębie niektórych języków wokalizacja dała różne samogłoski zależnie przykładowo od tego, czy pierwotnie jery były przednie, czy tylne, np. z psł. *dь̥nь̯, *sъ̥nъ̯ powstał w ros. день (dien´), сон (son); w bułg. ден (den), сън (syn). W języku polskim istnieje rozróżnienie między dawnymi dwoma jerami w postaci różnicy między twardością a miękkością poprzedzającej spółgłoski, np. pol. dzień (dź miękkie), sen (twarde s). W niektórych językach jery zwokalizowały się w jedną samogłoskę bez żadnego rozróżnienia jakościowego, np. serb.-chorw. dan, san.
Najpóźniej zanik jerów słabych nastąpił na północnym wschodzie słowiańszczyzny. Znakomicie zachowane są jery w Ewangeliarzu Ostromira z 1056–1057, lepiej nawet niż zabytkach należących do kanonu języka staro-cerkiewno-słowiańskiego. Dla porównania w języku czeskim w XI w. jerów słabych już nie było, a jery mocne (przednie i tylne) przeszły w e. To zlanie się jerów można zaobserwować w pisowni we Fragmentach praskich. 
W językach wschodniosłowiańskich zanik i wokalizacja jerów zaszła pod koniec XII w. – jery w pozycji mocnej były realizowane jako e (jer przedni) lub o (jer tylny). Podobne zmiany zaszły niezależnie już w XI w. w części dialektów bułgarskich i macedońskich. Jednak w dialektach północno-wschodnio-bułgarskich (które potem stały się podstawą bułgarskiego języka literackiego) jer tylny nie przeszedł w o, a zachował najprawdopodobniej pierwotne brzmienie.
W zabytkach z XII w. z obszaru serbsko-chorwackiego oba jery zlały się w jeden dźwięk, a ten z czasem zlał się z dawnym a z wyjątkiem niektórych gwar czarnogórskich. Podobnie jery zlały się w słoweńskim i dialekcie kajkawskim, ale w pozycji mocnej przekształciły się one ostatecznie w e lub a (np. słoweń. dan, sen) (przy czym w słoweńskim litera e reprezentuje tu głoskę szwa). Jery zlały się także na obszarze lechickim, czeskim i w części dialektów słowackich, dając e. W dialektach środkowosłowackich jer tylny dał e, o lub a, natomiast jer przedni przeszedł na ogół w e. 

#### Zanik i wokalizacja jerów w polszczyźnie
W żadnym zabytku języka polskiego nie stwierdzono zapisu jerów, więc z pewnością zniknęły w epoce przedpiśmiennej (przed XII w.), najprawdopodobniej w XI w. W najstarszym zabytku – Bulli gnieźnieńskiej jery w pozycji słabej nie są w żaden sposób zaznaczone grafemami (literami), natomiast tam, gdzie w języku prasłowiańskim były jery w pozycji mocnej, występuje samogłoska e, np. Kwiatek (z psł. *květъ̥kъ̯) zapisywany jest jako Quatec.
W języku polskim jer słaby tylny zanikł całkowicie, np. *synъ̯ – syn. Jer słaby przedni po zaniku mógł pozostawiać po sobie zmiękczoną poprzedzającą spółgłoskę, np. *koňь̯ – koń. Jer mocny tylny zwokalizował się w e, np. *dъ̥xъ̯ – dech. Jer mocny przedni zwokalizował się w ´e, zmiękczając poprzedzającą spółgłoskę, np. *vь̥sь̯ – wieś. Jeśli przed jerem tylnym (twardym) stała spółgłoska miękkopodniebienna, również ulegała w polszczyźnie zmiękczeniu, np. z *kъlbasa powstała forma kiełbasa.
Przegłos miał miejsce po rozpadzie wspólnoty prasłowiańskiej, wystąpił tylko w części języków słowiańskich, objął m.in. języki lechickie (przegłos lechicki). Był to jednak proces wcześniejszy niż wokalizacja jerów, dlatego e pochodzenia jerowego nie ulegało przegłosowi (stąd w polszczyźnie forma sen, pies a nie son, pios). Jednak w niektórych wyrazach ь przeszło w ‘e a następnie w ‘o: dzionek (od dzień <  *dьnь), wioska (od wieś < *vьsь) oraz osioł, kozioł z pierwotnych osieł < *osьlъ, kozieł < *kozьlъ. Są to przykłady tzw. fałszywego przegłosu.

#### Nieregularności
W pewnym momencie, jeszcze przed wokalizacją, nastąpiła, jak się zdaje niekonsekwentnie, wymiana jerów miękkich na twarde przed spółgłoską twardą i zmiana jerów twardych na miękkie przed spółgłoską choćby jedynie lekko fonetycznie zmiękczoną. W związku z tym przykładowo w staro-cerkiewno-słowiańskim vъně zamieniło się w vьně, a vьdova w vъdova. Forma deska w polszczyźnie i доска (doska) w języku rosyjskim świadczy o tym, że bezpośrednio przed wokalizacją był w tym słowie jer tylny *dъska. Tymczasem pierwotnie był tam jer przedni (miękki) *dьska (świadczy o tym łaciński dĭscus). Innym przykładem tego typu nieregularności jest obecność w języku słowackim form orol (psł. *orьlъ, pol. orzeł), ovos (psł. *ovьsъ, pol. owies), gdzie być może jeszcze przed wokalizacją mocne jery przednie przeszły w jery tylne. Takie zjawiska występują sporadycznie w językach słowiańskich.
Zdarzają się poza tym przestawki między głoskami w sąsiedztwie jerów, np. psł. *vьśь, ros. весь, ale serb.-chorw. sav, czes. vše.
| prasłowiański   | polski | czeski | słowacki | rosyjski        | ukraiński       | serbsko-chorwacki | słoweński | bułgarski     |
| --------------- | ------ | ------ | -------- | --------------- | --------------- | ----------------- | --------- | ------------- |
| *tьnъkъ         | cienki | tenký  | tenký    | тонкий (tonkij) | тонкий (tonkyj) | tanak             | tanek     | тънък (tynyk) |
| *dъska / *dьska | deska  | deska  | doska    | доска (doska)   | дошка (doszka)  | daska             | deska     | дъска (dyska) |

W przypadku języka polskiego niektóre zmiękczone spółgłoski po zaniku jeru przedniego ulegały na różnych etapach rozwoju polszczyzny stwardnieniu (dyspalatalizacji), przez co we współczesnych formach wyrazów może być zatarta dawna obecność zmiękczającego jeru. Najdawniejsza dyspalatalizacja dotyczyła miękkich spółgłosek w pozycji przed inną spółgłoską twardą, np. *pisьmo → pis’mo → pismo (ś → s); *kozьla →  koz’la → kozła (ź → z); *pьsa → p’sa → psa (p’ → p). Istnieją jednak od tej reguły wyjątki – przypadki, w których stwardnienie nie zaszło, np. *tьma → ćma, *grozьnъjь → groźny. Przykładem stwardnienia, które zaszło w późniejszym okresie (XV–XVI w.) jest *ocьtъ → *oc’et → ocet. 

### Konsekwencje zaniku i wokalizacji jerów
Konsekwencjami zaniku i wokalizacji jerów są: 
- zniesienie prasłowiańskiego prawa sylaby otwartej – przed zanikiem jerów wszystkie sylaby kończyły się samogłoskami; od tej pory – niekoniecznie, np. *domъ̯ > dom, *babъ̯ka > babka[68]. Zanik jerów słabych doprowadził też do zmniejszenia liczby sylab[69]
- powstanie zbitek spółgłoskowych, czasem trudnych do wymówienia, sprzyjających różnym zmianom fonetycznym i upodobnieniom. Przykładowo w wyrazie babka obie spółgłoski b zachowywały dźwięczność dopóki oddzielone były jerem ъ. Gdy jedna ze spółgłosek b znalazła się w bezpośrednim sąsiedztwie spółgłoski k, nastąpiło upodobnienie względem dźwięczności i przejście w wymowie w /p/, tj. /bapka/[70] Jer na końcu słów przestał też podtrzymywać dźwięczność wygłosowych spółgłosek i stawały się one bezdźwięczne, np. w *mǫžь – mąż litera ž zaczęła być wymawiana jako sz /ʂ/ a nie ż /ʐ/[68]. Powstałe skomplikowane grupy spółgłoskowe zostały z czasem uproszczone, np. *městьskъjь > mieśćsky > miejski; *mǫžьstvo > mężstwo > męstwo[71].
- zniesienie prawa korelacji miękkości – u schyłku prasłowiańskiej epoki, zwłaszcza na północnym obszarze słowiańszczyzny[72], samogłoski przednie występowały tylko po spółgłoskach miękkich (bo je palatalizowały), a samogłoski tylne – po twardych. Wokalizacja ъ̥ doprowadziła do powstania samogłoski e, która mimo że jest przednia, nie powoduje zmiękczania stojącej przed nią spółgłoski, np. *mъ̥xъ̯ > mech[68].
- powstanie samodzielnych fonemów miękkich (m.in. w polszczyźnie, czeszczyźnie)[73]  – miękkość spółgłoski przestała być uzależniona od sąsiadującej z nią samogłoski. Przykładowo *pěsnь̯ przeszło w pieśń i w tym słowie dla spółgłoski ń miękkość jest cechą dystynktywną[68], z osobnym miejscem artykulacji[73], niezależną od sąsiedztwa[68]. W języku polskim prócz ń do tego typu fonemów należą te reprezentowane przez spółgłoski ć, dź, ś, ź; w czeskim – ť, ď, ň[73].
- przyczynienie się do zaniku miękkości spółgłosek wargowych w niektórych pozycjach – w wyniku usunięcia samogłoski podtrzymującej artykulację miękkości (jeru) spółgłoski wargowe w pewnych pozycjach z biegiem czasu mogły tracić miękkość, np. w wyrazie gołąb spółgłoska b była miękka zarówno w prasłowiańskim *golǫbь, jak i w polszczyźnie do około XVII w., a palatalność tej spółgłoski była zaznaczana jeszcze w XIX w. (gołąb´)[q]. Współcześnie o tej dawnej miękkości świadczy dopełniacz – gołębia (a nie: gołęba)[68].
- powstanie oboczności typu samogłoska : zero morfologiczne[75] – w przypadku języka polskiego są to alternacje e : ø (< ъ̥ : ъ̯) i ´e : ø (< ь̥ : ь̯) (tzw. e ruchome), np. kotek – kotka, kupiec – kupca[70].
- przyczynienie się do powstania wyrównań analogicznych w odmianie wyrazów – eliminacji oboczności powstałych po zaniku i wokalizacji jerów komplikujących odmianę, np. prasłowiańskie *šь̯vь̥cь̯ w mianowniku i jego dopełniacz *šь̥vь̯ca przeszło w staropolski szwiec w mianowniku i szewca w dopełniaczu. W wyniku wyrównań analogicznych nastąpiło przeniesienie tematu przypadków zależnych do mianownika i powstanie formy szewc[69] (porównaj cz. švec – ševce, ukr. швець – шевця (szwec´ – szewcia)).
- wzdłużenie zastępcze – w wyniku zaniku jerów w wygłosie powstały w niektórych językach słowiańskich nowe samogłoski długie, czego współcześnie śladem w polszczyźnie jest wymiana o : ó w tematach, np. róg – rogu, brzoza – brzóz[76].
- uproszczenie systemu wokalicznego – w miejsce trójelementowego układu iloczasowego z jerami powstał prosty podział na samogłoski krótkie i długie[71].

Procesy te miały zatem bardzo duży wpływ na fonologię, budowę sylab i morfologię. Dokonanie się ich może być postrzegane jako koniec epoki (późnego) języka prasłowiańskiego i początek historii poszczególnych języków słowiańskich. Ogólny kierunek ewolucji jerów zarysował się jeszcze w epoce prasłowiańskiej, natomiast realizacja tych zmian mogła się różnić w poszczególnych językach i dialektach. Wokalizacja jerów mocnych następowała po rozpadzie słowiańskiej wspólnoty, dlatego jej efektem są różne głoski w różnych językach.

### Alternacja samogłoska: zero morfologiczne
W zależności od końcówek fleksyjnych lub pod wpływem przyrostków mogła zmieniać się pozycja mocnego i słabego jeru, np. mianownik *pь̥sъ̯ – pies, dopełniacz *pь̯sa – psa; mianownik *květъ̥kъ̯ – kwiatek, dopełniacz *květъ̯ka – kwiatka. Jer mocny wymieniał się na jer słaby, który ostatecznie całkiem zanikł. Dlatego też praktycznie we wszystkich językach słowiańskich istnieje taka oboczność polegająca na wymianie głoski powstałej z jeru mocnego na zero morfologiczne (czyli brak głoski). W przypadku języka polskiego są to alternacje e : ø, ´e : ø nazywane e ruchomym (analogicznie w języku czeskim alternacje  e : ø to tzw. pohyblivé e).
W przypadku wyrazów, które pierwotnie nie zawierały mocnych jerów takie alternacje nie występują, np. bies – biesa (bo: *běsъ), człowiek – człowieka (bo: *čelověkъ), leń – lenia (bo: *lěnь).
| prasłowiański       | polski          | czeski          | słowacki        | rosyjski                             | ukraiński                         | serbsko-chorwacki | słoweński       |
| ------------------- | --------------- | --------------- | --------------- | ------------------------------------ | --------------------------------- | ----------------- | --------------- |
| *pьsъ – *pьsa       | pies – psa      | pes – psa       | pes – psa       | пёс – пса (pios – psa)               | пес – пса (pes – psa)             | pas – psa         | pes – psa       |
| *lьvъ – *lьva       | lew – lwa       | lev – lva       | lev – leva      | лев – львa (lew – lwa)               | лев – лева (łew – łewa)           | lav – lava        | lev – leva      |
| *kotьlъ – *kotьla   | kocioł – kotła  | kotel – kotle   | kotol – kotla   | котёл – котлa (kotioł – kotła)       | котел – котлa (koteł – kotła)     | kotao – kotla     | kotel – kotle   |
| *sъnъ – *sъna       | sen – snu       | sen – snu       | sen – sna       | сон – сна (son – sna)                | сон – сну (son – snu)             | san – sna         | sen – sna       |
| *zamъkъ – *zamъka   | zamek – zamku   | zámek – zámku   | zámok – zámku   | замок – замка (zamok – zamka)        | замок – замка (zamok – zamka)     | zamak – zamka     | -               |
| *sъbьrati – *sъberǫ | zebrać – zbiorę | sebrat – seberu | zobrať – zoberú | собрать – соберу (sobrat´ – sobieru) | зібрати – зберу (zibraty – zberu) | sabrati – saberem | zbrati – zberem |

Przekształcenie jerów jest przyczyną zmiany postaci tematu fleksyjnego w formach czasownika iść w czasie przeszłym: szedłem, szedłeś, szedł, ale: szłam, szłaś, szła. Forma szedł pochodzi od prasłowiańskiej formy imiesłowu czasu przeszłego *šь̥dlъ̯; forma szła od *šь̯dla, a szło od *šь̯dlo. W wyniku zaniku jerów słabych i wokalizacji mocnych formy te przeszły w odpowiednio: szedł, szdła, szdło. Trudna do wymowy zbitka szdł została uproszczona do szł, stąd ostatecznie szła i szło.
| prasłowiański (imiesłów) | polski       | czeski    | słowacki     | rosyjski                |
| ------------------------ | ------------ | --------- | ------------ | ----------------------- |
| *šьdlъ – *šьdla          | szedł – szła | šel – šla | išiel – išla | шёл – шла (szoł – szła) |

W polszczyźnie do innych alternacji typu samogłoska po zwokalizowanym jerze : zero morfologiczne (e ruchome) należy: bluzeczka : bluzka, godzien : godny, jeden : jedna, odesłać : odsyłać, ze szkła : z szeregu, wysechł : wyschła, byłem (był + (e)m) : byłam. Dla niemal wszystkich wyrazów zawierających e pochodzenia jerowego można utworzyć formy oboczne lub wyrazy pokrewne, w których jer zanikł, np. *tьmьnъjь > ciemny; *tьma > ćma (w pierwotnym znaczeniu – ciemność).

#### Jery sekundarne
Wymiana samogłoski odpowiadającej zwokalizowanemu jerowi na zero morfologiczne rozwinęła się w niektórych słowach w miejscach, gdzie w formach prasłowiańskich nie było jeru. Na gruncie polskim takie nieuzasadnione historycznie e można nazwać analogicznym e ruchomym. 
Dodana samogłoska tego typu to przykład epentezy. Po zaniku pierwotnych (prymarnych) jerów słabych w językach słowiańskich mogły powstawać trudne do wymówienia zbitki spółgłoskowe. Dla ułatwienia wymowy mógł pojawić się między tymi spółgłoskami wtórny jer zwany jerem sekundarnym lub nieetymologicznym i przekształcić się później w pełną samogłoskę. Na podstawie współczesnych form wyrazów często nie jest możliwe wskazanie, które jery można uznać za sekundarne, a które za prymarne. Są jednak pewne kryteria, które pozwalają je odróżnić takie jak reguły fonotaktyczne czy porównanie z innymi indoeuropejskimi językami. Przykładowo w klasycznym języku staro-cerkiewno-słowiańskim nie było jerów sekundarnych, i we wczesnych (do początków XII w.) zabytkach języka cerkiewnosłowiańskiego z obszarów wschodnich pojawiały się bardzo rzadko.
Taka dodana samogłoska występuje m.in. w słowach z dawnymi końcówkami –dlo, –slo, –tva, np. mydło (psł. *mydlo) – mydeł; masło (psł. *maslo) – maseł; brzytwa (psł. *britva) – brzytew i w formach zdrobnionych tych wyrazów, w których słabe jery uległy wokalizacji zamiast zanikowi, np. mydełko zamiast mydłko (bo *mydlъ̯ko a nie *mydъ̥lъ̯ko) (jednak w języku staropolskim w dopełniaczu l. mn. obecne były formy typu gardł, biodr, sosn, skrzydł). Poza tym pojawia się w takich słowach jak osiem (psł. *osmь) – ośmiu, ogień (psł. *ogňь) – ognia, węgiel (psł. *ǫglь) – węgla dla wzmocnienia końcowej grupy spółgłosek (uniknięcie form ośm, ogń, węgl). Na podobnej zasadzie w polskich gwarach powstała wymowa wiater, Pioter, liter, meter. W gwarach występuje także czasem stałe e w miejscu e ruchomego w języku literackim, np. mech – mechu, bez – bezu. Podobnie w języku czeskim po pewnym rozchwianiu mogła ustalić się wersja ze stałym e, np. bez : bezu (pol. bez : bzu), blecha : blechy < psł. *blъ̯xa : *blъ̯xy (słow. blcha : blchy, pol. pchła : pchły). Zatem przynajmniej w polszczyźnie i czeszczyźnie wystąpienia lub niewystąpienia takiej dodatkowej samogłoski nie da się z góry przewidzieć.
| prasłowiański   | polski         | czeski            | słowacki       | rosyjski                           | ukraiński                             | serbsko-chorwacki      | słoweński     |
| --------------- | -------------- | ----------------- | -------------- | ---------------------------------- | ------------------------------------- | ---------------------- | ------------- |
| *ogňь – *ogňi   | ogień – ognia  | oheň – ohně       | oheň – ohňa    | огонь – огня (ogon´ – ognia)       | вогонь – вогню (wohon´ – wohniu)      | oganj – ognja          | ogenj – ognja |
| *osmь – *osme   | osiem – ośmiu  | osm – osmi        | osem – ôsmich  | восемь – восьми (wosiem´ – wos´mi) | вісім – восьми (wisim – wos´my)       | osam                   | osem – osmih  |
| *ǫglь – *ǫgli   | węgiel – węgla | uhel – uhle, uhlu | uhlie – uhlia  | уголь – угля (ugol´ – ugola)       | вугілля – вугілля (wuhiłla – wuhiłla) | ugalj – uglja          | ogel – ogla   |
| *větrъ – *větra | wiatr – wiatru | vítr – větru      | vietor – vetra | ветер – ветра (wietier – wietra)   | вітер – вітру (witer – witru)         | v(j)etar – v(j)etra    | veter – vetra |
| *maslo – *maslъ | masło – maseł  | máslo – másel     | maslo – masiel | масло – масел (masło – masieł)     | масло – масел (masło – maseł)         | maslo – masala / masla | maslo         |
| *mydlo – *mydlъ | mydło – mydeł  | mýdlo – mýdel     | mydlo – mydiel | мыло – мыл (myło – mył)            | мило – мил (myło – mył)               | -                      | milo – mil    |

Tego typu alternacje występują zwłaszcza w zbitkach spółgłoskowych zawierających jeden sonorant. Przykładowo z *Petrъ w serbsko-chorwackim powstał Petar (w dopełniaczu: Petra), a z *dobrъ powstał dobar (przymiotnik rodzaju męskiego), a w rodzaju żeńskim – dobra. Formy typu *neslъ, *moglъ w językach wschodniosłowiańskich utraciły /l/ (ros. нёс, мог (nios, mog); natomiast w rodzaju żeńskim: несла, могла (niesła, mogła)). W językach mających sylabiczne l̥ niepotrzebne były modyfikacje po utracie jerów (po czesku: nesl, mohl), a jednak samogłoska może zostać dodana (po słowacku: niesol, mohol). W języku polskim takie zbitki spółgłoskowe są tolerowane (niósł, mógł), natomiast nie są w serbsko-chorwackim (nesao, mogao, formy żeńskie: nesla, mogla), gdzie końcowe /l/ przeszło w /o/.
W polszczyźnie ruchome e pojawiało także w zapożyczonych słowach, w których e nie pochodziło od jeru, np. kartofel : kartofla, sweter : swetra. Taka adaptacja słów obcego pochodzenia nie zachodziła od razu. Przykładowo wyrazy zapożyczone z języka niemieckiego zakończone w nim na –ung miały początkowo w języku polskim końcówkę –unk, np. rachunk, frasunk, szacunk, formy obecne jeszcze w XVI w. Występowała ona np. w tytule dzieła Mikołaja Reja „Wizerunk własny żywota człowieka poczciwego”. Później dodano do tych wyrazów e ruchome na wzór rodzimych z końcówką –ek lub –´ek: wizerunek – wizerunku (od niem. Visierung). W wielu jednak zapożyczeniach, zwłaszcza nowszych, nie występuje alternacja z zerem, np. fotel : fotela (nie: fotla), laser : lasera. O odmianie decyduje uzus (zwyczaj językowy). Nieregularności podobnego typu można odnaleźć także w języku czeskim, porównując mianownik l. poj. z dopełniaczem l. mn., np. kvarta : kvart, ale palma : palem, farma : farem.
W niektórych wariantach fonologii generatywnej jerem określa się dowolną samogłoskę, dla której zachodzi alternacja z zerem, niezależnie od jej historii i aktualnego brzmienia. Tak definiowane jery nazywane są abstrakcyjnymi samogłoskami.

#### E ruchomew nazwiskach w polszczyźnie
Problematyczna jest odmiana nazwisk zakończonych na spółgłoskę poprzedzoną samogłoską e. Nazwiska rodzimego pochodzenia z wyraźnymi słowiańskimi sufiksami tracą w odmianie e. Należą do nich te zakończone na: –ek (*–ъ̥kъ̯), –ec (*–ь̥cь̯), –eń (*–ь̥nь̯), np. Miodek – Miodka, Pawelec – Pawelca. Jednak w nazwiskach jednosylabowych e jest zachowane, także wtedy, gdy w odpowiadających im nazwach pospolitych to e jest ruchome, np. Lew – Lewa, Sen – Sena. Niegdyś niestosowanie e ruchomego w nazwiskach słowiańskiego pochodzenia mogło być czasem postrzegane jako pewnego rodzaju snobizm. Stanisław Rospond w opracowaniu gramatyki wydanym w 1973 pisze, że być może w przyszłości będą zaaprobowane formy nazwisk Kozioła, Niemena czy Dudeka, aby odróżnić te nazwiska od słów o innym znaczeniu. I rzeczywiście częściowo tak się stało – współcześnie jedyną możliwą formą dopełniacza nazwiska Niemen jest Niemena (nie: Niemna), w przypadku nazwiska Kozioł można stosować zarówno formę Kozła, jak i Kozioła, ale dla nazwiska Dudek możliwa jest wyłącznie forma Dudka.
W przypadku nazwisk pochodzenia obcego mogą one w odmianie tracić e lub je zachowywać. Najlepiej zaadaptowane nazwiska zwykle mają e ruchome, a słabiej przyswojone zachowują e we wszystkich przypadkach, np. Tischner – Tischnera, Homer – Homera, Lelewel – Lelewela, Kamel – Kamela; ale: Wedel – Wedla, Luter – Lutra, Mendel – Mendla. Często o odmianie decyduje uzus i czasem dla pewnych nazwisk są możliwe dwa warianty, np. Engel – Engla lub Engela, Stępień – Stępnia lub rzadziej Stępienia.

### Wyrównania analogiczne wynikłe z rozwoju jerów
W niektórych wyrazach po procesach związanych z zanikiem i wokalizacją jerów zaszło ujednolicenie tematów z obocznościami w ramach uproszczania systemu językowego. Proces ten nazywany jest wyrównaniem analogicznym. Formy rzadziej używane równały swoją postać do form używanych częściej. Przykładowo mianownikowa forma psł. *pь̯sъ̥kъ̯ przeszła w staropol. psek, a forma dopełniaczowa *pь̥sъ̯ka w pieska. Jednak w wyniku wyrównania analogicznego w miejscu jeru w temacie forma mianownikowa upodobniła się do tematu w dopełniaczu, stąd współcześnie piesek – pieska. Na podobnej zasadzie przekształcały się *sъ̯jь̥mъ̯ – *sъ̥jь̯ma > sjem – sejmu > sejm – sejmu; *domъ̯čь̥kъ̯ – *domъ̥čь̯ka > domczek – domeczka > domeczek – domeczka.
Niekiedy zdarzało się, że to mianownik wpływał na temat przypadków zależnych, np. *šь̯mъ̥rъ̯ – *šь̥mъ̯ra > szmer – szemra (por. szemrać) > szmer – szmeru; *dъ̥ždžь̯ – *dъ̯ždža > deżdż – dżdża > deszcz – deszczu (po ubezdźwięcznieniu). 
Już w Bulli gnieźnieńskiej niektóre nazwy osobowe w mianowniku zamiast przybrać końcówkę –ek, –ec uległy wyrównaniu analogicznemu do przypadków zależnych z przyrostkiem –k, –c, np. Domk, Krostawc, Blizk. To zjawisko miało regionalny charakter. Na północy Polski szerzyły się wyrazy z przyrostkiem –k, –c zamiast –ek, –ec w dopełniaczu liczby mnogiej, które były następstwem wyrównania analogicznego mianownika, np. Suwałki – Suwałk, Mikołajki – Mikołajk, gruszki – gruszk (zamiast Suwałek, Mikołajek, gruszek). Obecnie końcówek –k, –c używa się na Kaszubach, np. ptoszk, łokc.
Forma dopełniacza l. mn. słowa deska – desk (psł. *dъ̥skъ̯) przyjęła postać desek, upodobniając się do form dopełniacza l. mn. innych rzeczowników takich jak np. misek (gdzie –e– jest uzasadnione historycznie mocnym jerem). Natomiast pierwotny mianownik l. poj. *dъ̯ska > dska > cka został zamieniony na deska.
W niektórych przypadkach rozwój jerów i wtórne procesy fonetyczne doprowadziły do pewnej rozbieżności w tematach, np. *dъ̥xъ̯ – *dъ̯xa > dex – dxa > dech – tchu
W przyimkach jery w wygłosie mogły przekształcić się w e wygłosowe zamiast ulec redukcji, ale było to możliwe dlatego, że przyimki są niesamodzielne pod względem akcentowym. Wokalizacja i zanikanie jerów musi więc być rozważane w całych wyrażeniach przyimkowych traktowanych jako jeden wyraz. Jeśli w wyrazie określanym znajdował się jer słaby w sylabie nagłosowej, to jer wygłosowy przyimka stawał się jerem mocnym i wokalizował się, np. *vъ̥ sъ̯ne > we śnie. Jednak w niektórych przypadkach samogłoska e pojawiła się w przyimkach również w pozycjach, w których nie było to uzasadnione jerem mocnym, np. *zъ̯ sobojǫ > ze sobą. Taka zmiana była związana z koniecznością oddzielenia trudnych do wymówienia zbitek spółgłoskowych.
Przyimek ku pochodzi od *kъ̯ i w niektórych archaicznych wyrażeniach można zaobserwować dawną formę powstałą po zaniku tamtejszego jeru, np. w pieśni „Wesoły nam dziś dzień nastał” we fragmencie: Król niebieski k’nam zawitał. Spółgłoska u w przyimku ku pojawiła się wtórnie, być może przez tzw. atrakcję morfologiczną, jako że przyimek ten łączył się stale z celownikiem, a w rzeczownikach w tym przypadku gramatycznym dominowała końcówka –u.

### Wzdłużenie zastępcze

#### Wzdłużenie zastępcze w polszczyźnie

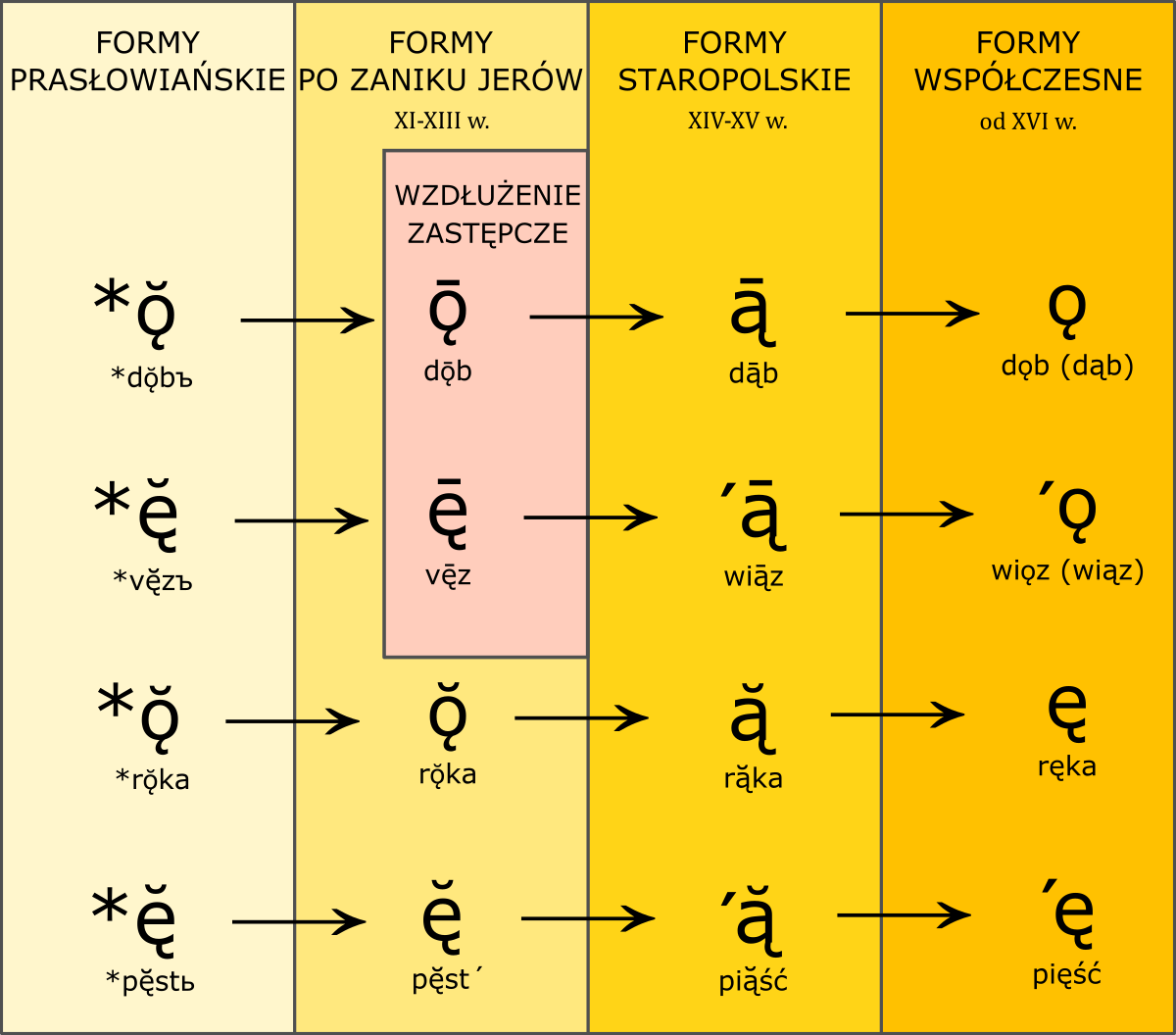
Rozwój samogłosek nosowych w polszczyźnie z uwzględnieniem wzdłużenia zastępczego po zaniku jerów
Zgodnie z prawem korelacji miękkości nosowa samogłoska przednia ę zmiękczała poprzedzające spółgłoski, natomiast ǫ występowała po spółgłoskach twardych. Do XIII w. w polszczyźnie można było wyróżnić nosowe samogłoski krótkie (ǫ̆, ę̆) i długie (ǭ, ę) odziedziczone po języku prasłowiańskim, przy czym w wyniku zaniku jerów i ich wokalizacji długie nosowe samogłoski mogły się pojawić w miejscu, gdzie wcześniej występowały krótkie. W pewnym momencie obie samogłoski nosowe zaczęły obniżać swoją artykulację i w XIV w. zlały się w jedną samogłoskę ą w wariancie długim (ą) i krótkim (ą̆). Na przełomie XV i XVI w., kiedy zaczął zanikać iloczas, długa zaczęła być wymawiana jako ǫ, a krótka jako ę. Choć obie samogłoski nosowe podniosły artykulację, to jednak ta obniżona dłużej utrzymywała się przy dawnym długim wariancie i w ten sposób samogłoska ta została utrwalona w zapisie (tj. ą zamiast spodziewanego ǫ).
Porównaj rozwój samogłosek nosowych związany z wzdłużeniem zastępczym:
- dǫ̆bъ > dǭb > dąb > dąb
- dǫ̆ba > dǫ̆ba > dą̆ba > dęba (dębu)
W niektórych słowach brak jest współcześnie alternacji ą : ę związanej z wzdłużeniem zastępczym, mimo że były warunki do zajścia tego procesu, np. ciąg – ciągu, łęg – łęgu. Jednak w epoce średniopolskiej część tych oboczności istniała, np. w Słowniku polszczyzny XVI w. można odnaleźć wymianę łąg – łęgu. Czasami alternacja ą : ę pojawia się, kiedy, wydawałoby się, nie było warunków do zajścia wzdłużenia zastępczego, np. ręka – rąk. Być może początkowo zjawisko to obejmowało także wyrazy z wygłosowymi bezdźwięcznymi spółgłoskami.

W związku z zanikiem jerów zachodziły wyrównania kompensacyjne – zanikający jer przekazywał sąsiedniej samogłosce czas, który był potrzebny na jego wymówienie. Wydłużał się więc czas wymawiania pełnych samogłosek, które znajdowały się w sylabach poprzedzających sylaby z zanikającym jerem. Jednak nie zawsze zanik słabego jeru skutkował wzdłużeniem, a efekt i warunki zajścia tego procesu w językach słowiańskich są bardzo skomplikowane i nie zawsze regularne.
W przypadku języka polskiego takie wydłużenie samogłoski, tzw. wzdłużenie zastępcze, nastąpiło w sylabie poprzedzającej jer wygłosowy i tylko wtedy, kiedy jer ten był poprzedzony spółgłoską dźwięczną (a właściwie fonologicznie niebezdźwięczną, bo również dotyczyło to: l, ł, r, r’, n, ń, m, m’). 
Konsekwencją tego zjawiska jest to, że krótkie samogłoski stawały się samogłoskami długimi, np. *mrŏzъ̯ > mrōz. W najbardziej konsekwentnej postaci zjawisko to można zaobserwować w przypadku rzeczowników z pierwotnie dźwięczną ostatnią spółgłoską. W staropolszczyźnie występowały alternacje typu samogłoska długa : samogłoska krótka, np. nŏga – nōg, wōz – wŏza, krŏwa – krōw – krōwka, mą̄ż – mę̆ża.
Samogłoski w pozycji przed sylabą ze spółgłoską bezdźwięczną wydłużyły się niewystarczająco, aby móc je zaliczyć do samogłosek długich. Można je określić samogłoskami półdługimi, jednak już w okresie staropolskim utożsamiły się z krótkimi, więc tego typu wzdłużenia nie pozostawiły żadnego śladu, np. *nosъ̯ > nŏs (nos).
Późniejszy zanik iloczasu w polszczyźnie, tj. zanik różnicowania samogłosek na długie i krótkie sprawił, że w miejscu niektórych długich samogłosek powstały samogłoski ścieśnione (pochylone). Samogłoski te miały wyższą artykulację niż samogłoski długie, z której powstały. Przykładowo staropolskie długie ō przeszło w średniopolskie ó (o pochylone) realizowane jako dźwięk pośredni między o i u. Ostatecznie zaczęto tę głoskę w języku literackim i większości gwar polskich wypowiadać jak u. Inne samogłoski ścieśnione – å oraz é również zlały się fonetycznie z innymi samogłoskami, ale w przeciwieństwie do ó ich znaki przestały być używane.
Powstała więc alternacja ó : o, np. mróz – mrozu, stóg – stogu, kóz – koza, niósł – niosła, plótł – plotła, mógł – mogła. Takie oboczności nie występują, jeśli w wygłosie znajdowała się spółgłoska bezdźwięczna. Porównaj: róg : rogu – rok : roku; koza : kóz – kosa : kos; dwór – dworu; oś – osi; noc – nocy.
Wzdłużenie zastępcze doprowadziło do tego, że pojawiły się długie samogłoski nosowe w nowych pozycjach. Pierwotnie ę (samogłoska przednia) występowała wyłącznie po spółgłoskach miękkich, a ǫ jako tylna – po twardych. Występowały w wersji krótkiej ę̆, ǫ̆ i w wersji długiej ę̄, ǭ. W XIV–XV w. długie samogłoski nosowe przeszły w ą̄, a krótkie w ą̆. W okresie zaniku iloczasu (XV–XVI w.) wytworzyła się nowa opozycja – krótkie samogłoski nosowe przeszły w ę, a długie w ǫ. W wyniku wzdłużenia zastępczego przez zanik jerów powstała samogłoska nosowa długa w wyrazie *dǫbъ̯ > dǭb, ale nie w: *sǫpъ̯ > sǫ̆p (bo tu bezdźwięczna spółgłoska wygłosowa). Stąd ostatecznie dǭb przekształcił się w dąb, a sǫ̆p w sęp. Powstały alternacje ą : ę, np. wąż – węża, gałąź – gałęzi.
Wzdłużenie zastępcze w polszczyźnie nie dotyczyło tylko o i samogłosek nosowych, jednak po wydłużaniu innych samogłosek nie ma już we współczesnym polskim języku ogólnym śladu. Czasem jednak w gwarach można jeszcze odnaleźć dawne alternacje (gdzie utrzymuje się jakaś różnica w wymowie dawnych samogłosek długich i krótkich) typu: dziåd – dziada (wymiana a pochylonego na tzw. a jasne), chléb – chleba. Jeszcze szersza alternacja występuje w języku kaszubskim, gdzie dotyczy także samogłosek u oraz i, np. mlin – mlëna, lud – lëdu. 
Wzdłużenie zastępcze zaszło także w o w wyrazach po przestawce z prasłowiańskiej grupy tert. Porównaj: brzoza – brzóz – brzezina, środa – śród – średni, przód – przodu – na przedzie.
Wzdłużenia samogłosek powstawały również przed spółgłoskami nosowymi, np. domъ̯ > dóm; konь̯ > kóń.  Formy z ó w tego typu wyrazach były powszechne w dobie języka średniopolskiego. Przykładowo jeszcze w tekstach Słowackiego i Fredry obecne były formy takie jak psóm. Zostały one jednak usunięte z języka ogólnego wskutek hiperpoprawności w stosunku do dialektów ludowych. W gwarach zachowały się także inne samogłoski ścieśnione, które mogły pochodzić z wzdłużenia zastępczego, np. a ścieśnione w słyszoł : słyszała.
Na wzór rodzimych wyrazów, w których w dopełniaczu liczby mnogiej zachodziło wzdłużenie zastępcze w związku z zanikiem końcowego jeru (np. gospoda – gospód), w wyrazach zapożyczonych na ogół również występuje alternacja o : ó (np. komoda – komód, moda – mód). Istnieją jednak wyjątki, np. metoda – metod, elektroda – elektrod.

#### Wzdłużenie zastępcze w innych językach słowiańskich
W języku górnołużyckim wzdłużenia zastępcze zaszły zarówno przed spółgłoską dźwięczną, jak i bezdźwięczną, np. dwór – dwora, kóń – konja, nóc – noce, hłós – hłosa. W języku ukraińskim wzdłużenie zastępcze objawia się współcześnie alternacją /e/, /o/ : /i/, np. кінь : коня, ніч – ночі, двір – двора. Niektórzy autorzy uznają jednak te alternacje za wynik innych przemian językowych. Mniej lub bardziej wyraźne ślady wzdłużenia zastępczego można odnaleźć także w języku czeskim, słowackim, serbsko-chorwackim i białoruskim. Nie ma śladów wzdłużenia zastępczego w języku rosyjskim oraz bułgarskim i macedońskim.
W przypadku takich języków jak czeski, słowacki, serbsko-chorwacki i słoweński należy odwołać się do dawnego systemu prozodycznego. W języku prasłowiańskim można było początkowo wyróżnić 2 rodzaje intonacji: rosnącą (akutową) i opadającą (cyrkumfleksową). Pod wpływem różnorodnych procesów językowych zaszła metatonia. W pewnych warunkach dawna intonacja cyrkumfleksowa ulegała załamaniu i kończyła się wzrostem intonacji (nowy akut), a dawna intonacja akutowa w pewnych warunkach ulegała załamaniu i kończyła się opadającą (nowy cyrkumfleks). Na etapie rozpadu wspólnoty słowiańskiej ten system zawierający 4 typy intonacji, a także opozycję iloczasową (krótkie i długie samogłoski) zaczął się upraszczać. Pewne typy intonacji skracały się, inne wzdłużały, zlewając się tym samym ze sobą. Te utożsamienia odbywać się mogły w poszczególnych językach w różnych kombinacjach. Akcent wyrazowy, który padał wcześniej na jer przeniósł się w wyniku jego osłabienia na poprzedzającą sylabę, której to automatycznie wznosiła się intonacja, prowadząc do powstania nowego akutu. 
Istniały następujące przykładowe formy: *kõrľь (pol. król) z nowym akutem, *pòrgъ (pol. próg) z akutem oraz wyraz *gȏrdъ (pol. gród) z cyrkumfleksem. W języku słowackim dawny akut połączył się z dawnym cyrkumfleksem, dając ostatecznie krótkie samogłoski. Stoją one w opozycji do długich samogłosek powstałych po dawnym nowym akucie. W uproszczeniu można stwierdzić, że w słowackim występuje wzdłużenie zastępcze w dawnych *e, *o z nowym akutem. Występują formy: kráľ, prah, hrad. 
W języku czeskim i słoweńskim intonacja akutowa zlała się z nowym akutem. W czeskim stały się one długimi samogłoskami, stojąc w opozycji do samogłosek krótkich powstałych po dawnej intonacji cyrkumfleksowej. Wytworzyły się więc formy: král, práh, hrad. Zatem w przeciwieństwie do słowackiego, ślady wzdłużenia zastępczego widoczne są nie tylko przy dawnym nowym akucie. W słoweńskim ta sama opozycja ma współcześnie postać przeciwstawienia długiej samogłoski o intonacji rosnącej (tu: á) i samogłoski długiej o intonacji opadającej (tu: ȃ): králj, práh, grȃd.
W języku serbsko-chorwackim intonacja akutowa dała krótkie samogłoski opadające (oznaczone podwójnym grawisem, np. ȍ), a cyrkumfleksowa – długie opadające (oznaczone odwróconym brewisem, np. ȏ). Wzdłużenie zastępcze można zaobserwować w formach z dawnym cyrkumfleksem, np. krótkie *bȍgъ : *bȍga przeszło w bȏg : bȍga, czyli alternację długiej samogłoski i krótkiej. Na podobnej zasadzie powstało mȏst : mȍsta czy lȇd : lȅda. W niektórych dialektach serbsko-chorwackiego dawne intonacje akutowe i neoakutowe ulegają wzdłużeniu przed pewnymi sonorantami, w innych – przed wszystkimi sonorantami.
| prasłowiański   | polski         | czeski       | słowacki          | górnołużycki   | ukraiński                       | serbsko-chorwacki             |
| --------------- | -------------- | ------------ | ----------------- | -------------- | ------------------------------- | ----------------------------- |
| *nožь – *noža   | nóż – noża     | nůž – nože   | nôž – noža        | nóž – noža     | ніж – ножа (niż – noża)         | nož – noža (nȏž – nóža)       |
| *vozъ – *voza   | wóz – wozu     | vůz – vozu   | voz – voza / vozu | wóz – woza     | віз – воза (wiz – woza)         | voz – voza (vȏz – voza)       |
| *bogъ – *boga   | bóg – boga     | bůh – boha   | boh – boha        | bóh – boha     | бог – бога (boh – boha)         | bog – boga (bȏg – bȍga)       |
| *koza – *kozъ   | koza – kóz     | koza – koz   | koza – kôz        | koza – kozow   | коза – кіз (koza – kiz)         | koza – koza (kòza – kózā)     |
| *berza – *berzъ | brzoza – brzóz | bříza – bříz | breza – briez     | brěza – brězow | береза – беріз (bereza – beriz) | breza – breza (brȅza – brȇzā) |
| *korva – *korvъ | krowa – krów   | kráva – krav | krava – kráv      | kruwa – kruwow | корова – корів (korowa – koriw) | krava – krava (krȁva – krâvā) |
| *koňь – *koňа   | koń – konia    | kůň – koně   | kôň – koňa        | kóń – konja    | кінь – коня (kin´ – konia)      | konj – konja (kȍnj – kònja)   |
| *noťь – *noťi   | noc – nocy     | noc – noci   | noc – noci        | nóc – nocy     | ніч – ночі (nicz – noczi)       | noć – noći (nȏć – nòći)       |
| *nosъ – *nosa   | nos – nosa     | nos – nosu   | nos – nosa        | nós – nosa     | ніс – носа (nis – nosa)         | nos – nosa (nȏs – nȍsa)       |

### Jery w sąsiedztwiej
Jota oddziaływała na poprzedzające ją spółgłoski i sąsiadujące z nią samogłoski już w języku prasłowiańskim. Jota jako najkrótsza samogłoska (półsamogłoska) mogła wpływać na artykulację jerów w ich sąsiedztwie. Poprzez wyrównanie kompensacyjne jery ulegały wydłużeniu i podnosiły swoją artykulację. Dlatego obok joty powstawał tzw. jer napięty, którego wymowa była zbliżona do i (y), np. *kostьjь > kostijь > kości. W niektórych przypadkach ъj rozwinął się ostatecznie w ej ze względu na wyrównania analogiczne, np. *sъjьma > sejma.
W języku staro-cerkiewno-słowiańskim jery napięte były zapisywane albo jako i oraz y, albo jako ь oraz ъ.
Jer w sąsiedztwie joty najczęściej pojawiał się w wygłosie wyrazu, ponieważ –ьjь lub –ъjь były końcówkami przymiotników w odmianie zaimkowej (np. *malъjь). Poza tym jer obok joty występował w dopełniaczu l. mn. rzeczowników żeńskich zakończonych miękką spółgłoską (np. *kostьjь).
Wygłosowa samogłoska –y pełniąca rolę końcówki fleksyjnej może we współczesnej polszczyźnie pochodzić zarówno z –ьjь, jak i –ъjь:
- –y pochodzi z –ъjь, kiedy znajduje się po spółgłoskach twardych z wyjątkiem k, g, np. *novъjь > nowy, tixъjь > cichy.
- – y pochodzi z –ьjь, kiedy znajduje się po spółgłoskach funkcjonalnie miękkich, tzn. takich, które w czasach staropolskich były wymawiane miękko, tj. š, ž, ř, č, c, ʒ, np. *dužьjь > duży, *tvarьjь > twarzy (dop. l. mn.)[121]

Wygłosowa samogłoska –i pełniąca rolę końcówki fleksyjnej również może we współczesnej polszczyźnie pochodzić zarówno z –ьjь, jak i –ъjь:
- –i pochodzi z –ъjь, kiedy znajduje się po spółgłoskach funkcjonalnie twardych, tj. po –k’, –g’, które powstały wskutek czwartej polskiej palatalizacji (wcześniej były spółgłoskami twardymi), np. velikъjь > staropol. wieliki > pol. wielki; ubogъjь > ubogi
- –i pochodzi z –ьjь, kiedy znajduje się po spółgłoskach miękkich, np. *pьsьjь > psi (przymiotnik), *zъlostьjь > złości (dop. l. mn.)[121]

W śródgłosie w polszczyźnie jery napięte wokalizowały się w i lub y, np. *pьjǫ > piję, *mъjǫ > myję, *čьjь > czyj. Jer występował też po j w nagłosie pewnych wyrazów. 
Rozwój nagłosowego jь– zależał od pozycji:
- w nagłosie absolutnym (na początku zdania) wokalizował się w i, np. *jьgrati > igrać, *jьskra > iskra, *jměti > imieć, *jьdǫ > idę.
- kiedy wyraz poprzedzający grupę jь– kończył się na samogłoskę, wtedy grupa ta zanikała, np. grać, skra, mieć
- kiedy grupa ta występowała po przedrostku zakończonym na samogłoskę, to zamieniana była w jotę, np. *vьjǫ > wiję[121].

Formy iska, igra, igła mogły być początkowo przeważnie południowopolskie, a formy skra, mam – przeważnie północnopolskie, gdzie mogły przechodzić np. z jgrać na grać. W śląszczyźnie grupa jь– zwokalizowała się regularnie, np. *jьgъla przeszło w jegła (zamiast w jigła > igła), podobnie w etnolekcie kaszubskim.
Wyjątkowy w tej materii jest język rosyjski, w którym jery w pozycji przed j mogły być traktowane jak zwyczajne jery, tzn. przechodzić w /e/ i /o/ w pozycji mocnej i zanikać w pozycji słabej. Jeśli sylaba z jerem była akcentowana, jer stawał się mocny, np. *šьja / *šija przeszło w ше́я (szeja), a *mъjǫ / myjǫ przeszło w мо́ю (moju). Głoska reprezentowana przez słaby jer nieakcentowany zanikła, np. *pьjǫ przeszło w пью́ (pju). Prasłowiańskie *moldъjь w rosyjskim przekształciło się w молодо́й (mołodoj). W związku z redukcjami samogłosek, w sylabach nieakcentowanych dawne samogłoski jerowe w pozycji przed j są traktowane współcześnie jak i, y, np. *dobrъjь przeszło w до́брый (dobryj).
Zdarzają się także pewne nieregularności. Przykładowo ros. взаи́мный (wzaimnyj), pol. wzajemny, czes. vzájemný (od wyrażenia w zajem, psł. *zajьmъ). Porównaj też dopełniacz l. mn. jajec, czeski vajec, ukraiński яєць (jajec′), ale rosyjski яиц (jaic).
| prasłowiański     | polski                     | czeski           | słowacki     | rosyjski                         | ukraiński                       | serbsko-chorwacki      |
| ----------------- | -------------------------- | ---------------- | ------------ | -------------------------------- | ------------------------------- | ---------------------- |
| *jьgъla           | igła                       | jehla            | ihla         | игла (igła)                      | голка (hołka)                   | igla                   |
| *jьskra           | iskra                      | jiskra           | iskra        | искра (iskra)                    | іскра (iskra)                   | iskra                  |
| *kostь – *kostьjь | kość – kości (dop. l. mn.) | kost – kostí     | kosť – kostí | кость – костей (kost´ – kostiej) | кість – костей (kist´ – kostej) | kost – kosti / kostiju |
| *pьjǫ – *pьji     | piję – pij                 | piji, piju – pij | pijem – pi   | пью – пей (p´ju – piej)          | п'ю – пий (pju – pyj)           | pijem – pij            |
| *malъjь           | mały                       | malý             | malý         | малый (małyj)                    | малий (małyj)                   | mali                   |
| *moldъjь          | młody                      | mladý            | mladý        | молодой (mołodoj)                | молодий (mołodyj)               | mladi                  |

## Jery a sonanty
Sylabotwórcze sonoranty (sonanty) *r̥, *l̥ (a także *m̥, *n̥) odziedziczone z języka praindoeuropejskiego zostały w języku prasłowiańskim zastąpione przez grupę samogłoska-sonorant, w której spółgłoska (sonorant) przestała pełnić rolę ośrodka sylaby. Taką dodaną anaptyktyczną samogłoską było krótkie ŭ bądź ĭ. W późnym okresie języka prasłowiańskiego na obszarze kształtujących się języków południowosłowiańskich i zachodniosłowiańskich grupy ŭr, ŭl, ĭr, ĭl przekształciły się na powrót w sylabotwórcze sonoranty, które mogły być twarde (r̥, l̥) bądź miękkie (ŕ̥, ľ̥). 
W języku staro-cerkiewno-słowiańskim spółgłoski r, l o charakterze zgłoskotwórczym (sonanty) były zapisywane ze znakiem jeru następującym po spółgłosce: rъ, rь, lъ, lь, a zatem identycznie jak zwyczajne połączenia tych spółgłosek z samogłoskami jerowymi. Takie umieszczenie litery jerowej po spółgłosce do oznaczania sylabotwórczych r i l było rodzajem ortograficznej konwencji. 
W przypadku tych pierwotnych połączeń spółgłosek płynnych (r, l) z jerami: rъ, rь, lъ, lь  można wyróżnić trzy główne tendencje: zanik jerów i utworzenie sylabotwórczej spółgłoski płynnej (języki południowosłowiańskie, słowacki), zanik jerów słabych i wokalizacja mocnych zgodna z prawem Havlíka (języki zachodniosłowiańskie) oraz traktowanie jerów jako mocne niezależnie od pozycji (języki wschodniosłowiańskie). W efekcie w słowackim i częściowo w południowosłowiańskich językach słowa zawierające pierwotnie połączenia jerowe (niezgłoskotwórcze) stały się na ogół zgłoskotwórcze, zlewając się tym samym z tymi pierwotnie zgłoskotwórczymi. W wielu słowiańskich językach nie tworzono jednak sylabicznego l̥. Serbsko-chorwacki zamiast sylabicznego l̥ ma samogłoskę u, a w słoweńskim i macedońskim obok l stoi samogłoska. Język bułgarski w sąsiedztwie spółgłoski płynnej ma ъ. W języku czeskim jery słabe zanikły, ale spółgłoska płynna w sąsiedztwie dwóch spółgłosek jest współcześnie sylabiczna.
| Przekształcenia dawnych sylabicznych sonorantów w językach słowiańskich       | Przekształcenia dawnych sylabicznych sonorantów w językach słowiańskich | Przekształcenia dawnych sylabicznych sonorantów w językach słowiańskich | Przekształcenia dawnych sylabicznych sonorantów w językach słowiańskich | Przekształcenia dawnych sylabicznych sonorantów w językach słowiańskich | Przekształcenia dawnych sylabicznych sonorantów w językach słowiańskich | Przekształcenia dawnych sylabicznych sonorantów w językach słowiańskich | Przekształcenia dawnych sylabicznych sonorantów w językach słowiańskich | Przekształcenia dawnych sylabicznych sonorantów w językach słowiańskich | Przekształcenia dawnych sylabicznych sonorantów w językach słowiańskich |
| prasłowiański                                                                 | scs                                                                     | polski                                                                  | czeski                                                                  | słowacki                                                                | rosyjski                                                                | ukraiński                                                               | serbsko-chorwacki                                                       | słoweński                                                               | bułgarski                                                               |
| ----------------------------------------------------------------------------- | ----------------------------------------------------------------------- | ----------------------------------------------------------------------- | ----------------------------------------------------------------------- | ----------------------------------------------------------------------- | ----------------------------------------------------------------------- | ----------------------------------------------------------------------- | ----------------------------------------------------------------------- | ----------------------------------------------------------------------- | ----------------------------------------------------------------------- |
| *vľ̥kъ (*vьlkъ)                                                                | vlьkъ                                                                   | wilk                                                                    | vlk                                                                     | vlk                                                                     | волк (wołk)                                                             | вовк (wowk)                                                             | vuk (vȗk)                                                               | volk (vȏlk)                                                             | вълк (wyłk)                                                             |
| *vŕ̥ba (*vьrba)                                                                | vrьbije                                                                 | wierzba                                                                 | vrba                                                                    | vŕba                                                                    | верба (wierba)                                                          | верба (werba)                                                           | vrba (vŕba)                                                             | vrba (vŕba)                                                             | върба (wyrba)                                                           |
| *gr̥stь (*gъrstь)                                                              | grъstь                                                                  | garść                                                                   | hrst                                                                    | hrsť                                                                    | горсть (gorst´)                                                         | горстка (horstka)                                                       | grst (gȓst)                                                             | grst (gȓst)                                                             | гръст (gryst)                                                           |
| *dl̥gъ (*dъlgъ)                                                                | dlъgъ                                                                   | dług                                                                    | dluh                                                                    | dlh                                                                     | долг (dołg)                                                             | довг (dowh)                                                             | dug (dȗg)                                                               | dolg (dȏlg)                                                             | дълг (dyłg)                                                             |
| Przekształcenia dawnych połączeń spółgłosek płynnych z jerami: rъ, rь, lъ, lь |                                                                         |                                                                         |                                                                         |                                                                         |                                                                         |                                                                         |                                                                         |                                                                         |                                                                         |
| *slьza                                                                        | slьza                                                                   | łza                                                                     | slza                                                                    | slza                                                                    | слеза (sleza)                                                           | сльоза (sloza)                                                          | suza (sȕza)                                                             | solza (sôlza)                                                           | сълза (syłza)                                                           |
| *krъvь (biernik)                                                              | krъvь                                                                   | krew                                                                    | krev                                                                    | krv                                                                     | кровь (krow´)                                                           | кров (krow)                                                             | krv (kȓv)                                                               | kri (krȋ)                                                               | кръв (kryw)                                                             |

Sonanty nosowe *m̥, *n̥ zachowywały się w różny sposób, w dużej mierze po utworzeniu grupy samogłoska-sonorant przeszły w samogłoski nosowe. Po ponownym pojawieniu się sylab zamkniętych (zniesieniu prawa sylaby otwartej) w wyniku zaniku jerów, samogłoski nosowe zaczęły tracić swoją nosowość. Zachowała się ona jedynie na niektórych obszarach słowiańszczyzny, m.in. w językach lechickich, do których należy język polski.

## Jery a prawo korelacji miękkości
W okresie rozpadu językowej wspólnoty Słowian (X–XI w.), zwłaszcza w jej bardziej północnej części, wykształciło się tzw. prawo korelacji miękkości. Polegało ono na tym, że samogłoski przednie, w tym także jer przedni, powodowały zmiękczenie (palatalizację) poprzedzającej spółgłoski. W największym stopniu zjawisko to rozwinęło się w języku rosyjskim, gdzie większość spółgłosek można uszeregować w fonemiczne opozycyjne pary twarda-miękka. Oba jery w językach wschodniosłowiańskich pozostały odrębne.
W językach zachodniosłowiańskich takich jak polski i czeski jery mocne, zarówno tylne, jak i przednie, dały głoskę /e/. W języku polskim palatalizacja spółgłosek przed samogłoskami przednimi utrzymała się w większym stopniu niż w języku czeskim, gdzie w większości przypadków jej nie ma (jedynie w *t, *d, *n i tylko przed *ě oraz *i). Palatalizowane kontynuanty *t, *d, *s, *z, *n, w przeciwieństwie do tych w językach wschodniosłowiańskich, nie są po prostu zmiękczonymi odpowiednikami tych zębowych i dziąsłowych spółgłosek. Mają one odmienne miejsce artykulacji (zadziąsłowe, podniebienne) – powstały tym samym zupełnie nowe fonemy spółgłoskowe: w polszczyźnie (w XIII w.) ć, dź, ś, ź, ń; w czeskim: ť, ď, ň. Co więcej, w polszczyźnie stoją one w opozycji do niepalatalizowanych cz, dż, sz, ż.
W językach południowosłowiańskich zjawiska te właściwie nie występują. Jery miały tendencję do zlewania się zanim zanikły, występując na pozycjach słabych. W serbsko-chorwackim obecne są co prawda palatalne ć, đ, lj, nj, ale nie pochodzą one z palatalizacji przed samogłoskami przednimi a z prasłowiańskich grup *tj, *dj, *lj, *nj. W bułgarskim jery się nie zlały, przekształciły się w dwie różne głoski, ale nie występuje palatalizacja spółgłosek przed dawnymi jerami przednimi.

## Użycie znaków jerów
| rodzaj jeru                         | przedni | tylny       |
| ----------------------------------- | ------- | ----------- |
| zapis literowy w głagolicy          | Ⱐ       | Ⱏ           |
| zapis literowy we wczesnej cyrylicy |         |             |
| transliteracja                      | ь       | ъ           |
| alternatywna transliteracja         | ĭ       | ŭ           |
| nazwa litery (cyrylicą)             | ѥрь     | ѥръ         |
| fonem                               | /ɪ/     | /ʊ/ lub /ə/ |

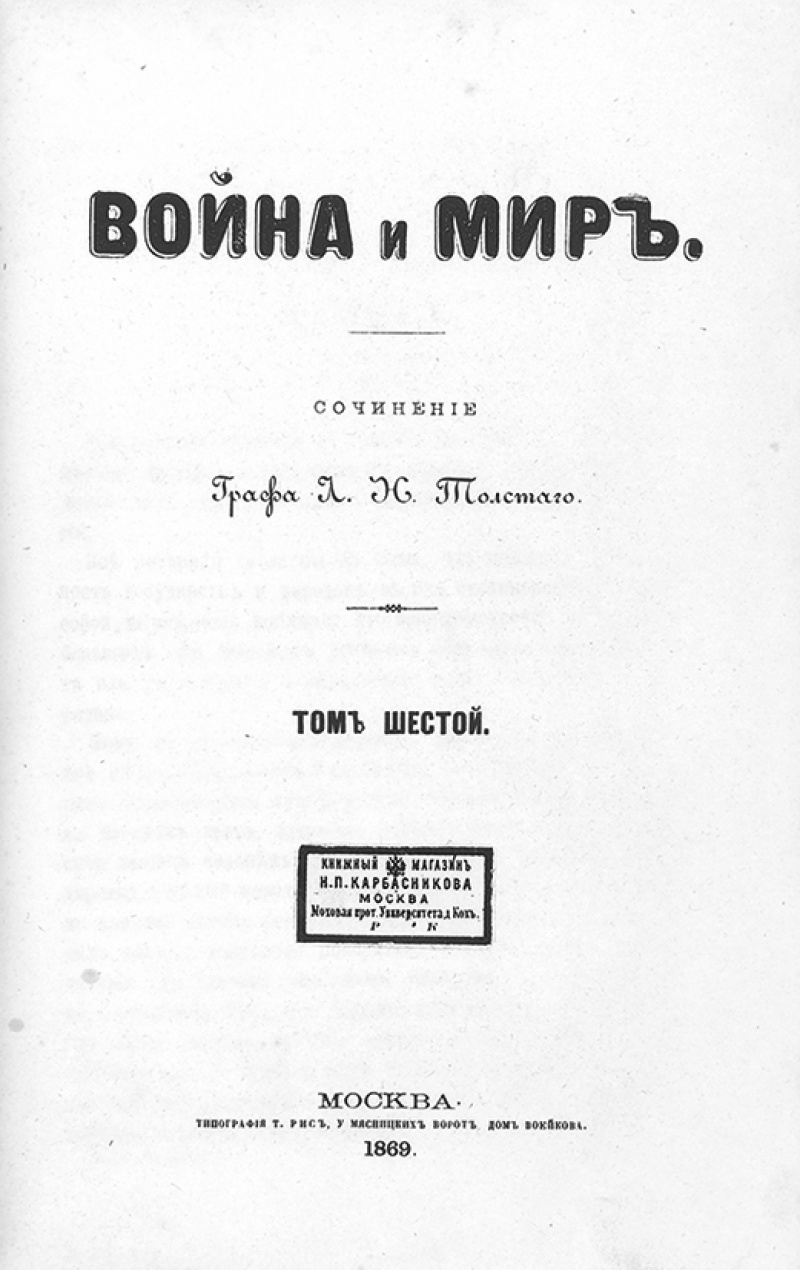
W języku rosyjskim aż do reformy ortografii w 1918 używano twardego znaku ъ na końcu wyrazów dla oznaczenia, że poprzedzająca spółgłoska jest twarda (w odróżnieniu od znaku miękkiego ь dla oznaczania poprzedzającej spółgłoski miękkiej), np. миръ zamiast współczesnego мир (mir). Znak ten nie oznaczał więc żadnej samogłoski, ale samogłoska była początkowo obecna w prasłowiańskim odpowiedniku *mirъ (w którym to końcowy jer z biegiem czasu stał się jerem słabym i wkrótce zanikł). Na zdjęciu strona tytułowa książki Wojna i pokój (Война и мир) z czasów sprzed reformy

Nazwa zredukowanych samogłosek jerowych oraz ich znaki pochodzą z alfabetu języka staro-cerkiewno-słowiańskiego. Współcześnie znaki te występują w niektórych językach słowiańskich zapisywanych cyrylicą. W języku rosyjskim litera reprezentująca jer miękki ь (мягкий знак) wskazuje, że poprzedzającą go spółgłoska jest miękka (palatalna). W transkrypcji reprezentuje się ją poprzez znak zmiękczenia ´, np. соль (sol´). Znak ten może oddzielać takie samogłoski jak я, е, ё, ю, и od poprzedzającej spółgłoski, np. семья. Zapisywany jest także w niektórych słowach pochodzenia obcego, np. барьер, серьёзный, батальон. Może ponadto przyporządkowywać pewne wyrazy do odpowiedniego paradygmatu deklinacyjnego czy wskazywać na określoną formę, np. мышь, ходишь (czasownik w 2 os. l. poj.).
Z kolei znak twardy ъ (твёрдый знак) oddziela przedrostki zakończone na spółgłoskę od rdzenia rozpoczynającego się od samogłoski (zwykle я, е, ё, ю), np. въезд  – wjazd. Pojawia się także w wyrazach złożonych z liczebnikami, np. трёхъязычный, i w niektórych wyrazach pochodzenia obcego, np. объект. Przy transkrypcji jest pomijany. Podobne funkcje pełnią te litery w języku białoruskim.
W języku ukraińskim występuje tylko miękki znak (м'який знак) zapisywany po spółgłoskach do oznaczania ich miękkości, np. бiль, купець. Dla oznaczania spółgłoski twardej przed jotowanymi я, ю, є, ï używa się apostrofu, np. м'ясо, кар'єра.
W języku bułgarskim jer mały ь (ер малък) służy do wskazywania, że poprzedzająca spółgłoska w pozycji przed o jest zmiękczona, np. асансьор. Jer wielki ъ (ер голям) jest natomiast reprezentowany przez dźwięk określany jako /ɤ/, /ɐ/ lub /ə/, np. път. Ponadto w mowie codziennej zachodzi pewien stopień redukcji samogłosek. Samogłoska a może w nieakcentowanej pozycji przejść w dźwięk reprezentowany przez literę ъ, np. słowo масата jest wymawiane jak масътъ.